# Skype
Skype (произнася се скайп) е исторически приложен софтуер за чат, VOIP телефония и видеовръзка. Чрез програмата може да се осъществи телефонна връзка от различни електронни устройства, като компютър, мобилен телефон, телевизор, игрална конзола и т.н. до други такива устройства или стационарен телефон. Има възможност и за осъществяване на видео връзка. Софтуерът на Skype е създаден от естонците Ахти Хенла, Прийт Касесалу и Яан Талин. Компанията е основана от шведа Никлас Зенстрьом и датчанина Янус Фрийс. Програмата е собственост на компанията Microsoft, която спира да я предоставя на 5 май 2025 г.
След излизането си Skype започна да нараства много бързо във всички посоки: по популярност, в разработката на софтуер, и в двете услуги – безплатни и платени. Skype е известен с широкия си набор от функции, включително безплатни гласови и видеоконферентни връзки и способността си да използва децентрализирана P2P (peer-to-peer) технология за преодоляване на често срещаните проблеми със защитната стена и NAT (Network Address Translation). Но в началото на 2012 г. Microsoft, новият собственик на Skype, се отказа от принципа на децентрализация и замени разпределената P2P мрежа с мрежа от собствени сървъри.

## История
- Първата версия на Skype е пусната през август 2003 г. Създадена е от естонците Ахти Хенла, Прийт Касесалу и Яан Талин, които разработват и поддържат системно Skype. Алгоритмите са основата и на друга подобна система за комуникация KaZaA.
- През 2010 г. Skype достига 663 милиона регистрирани потребители.
- През 2011 г. Microsoft купува Skype за 8,5 милиарда долара.
- През 2019, Skype е обявен за 6-ото най-сваляно мобилно приложение за десетилетието от 2010-а до 2019-а.
- През февруари 2025 г., от Microsoft обявяват, че платформата ще бъде преустановена в полза на наследствената им платформа със сходна функционалност – Teams. Датата, посочена за официалното спиране на сървърите, е 05.05.2025 г.

Централата на компанията се намира в Люксембург, но повечето от разработчиците и 44% от всички служители на поделението все още са базирани в Талин и Тарту, Естония.

## Анализ на програмата
На конференцията Black Hat Europe 2006 е представен анализ на програмата от Филип Бионси и Фабрис Декло:
- Системата представлява напълно децентрализирана peer to peer мрежа, за разлика от повечето подобни програми, които използват технологията клиент-сървър.
- Програмата използва похвати, затрудняващи декомпилирането и дебъгването (в резултат се затруднява създаването на програми, използващи комуникационния протокол на Skype и хакерски програми)
  - Програмата се самомодифицира след зареждането си в паметта, като по-голямата част от нея е криптирана с RSA алгоритъм.
  - Декриптираната програма съдържа приблизително 300 контролни суми, всяка от които се изчислява чрез нестандартен полиморфен алгоритъм. Стойностите на някои от тези контролни суми определят адреса в паметта, откъдето продължава изпълнението на програмата. Крайната контролна сума се изчислява чрез RSA алгоритъм.
  - Програмата засича за колко време се изпълняват някои нейни подпрограми и ако това време превишава определен интервал, приема, че към подпрограмата е включен дебъгер и прекратява нормалната си работа (запълва всички регистри на процесора със случайни числа и прави преход към случайна страница от паметта).
- Skype генерира постоянен мрежов трафик дори когато потребителят не я използва, защото понякога пренася чужди съобщения и разговори.
- Програмата Skype изпълнява безусловно всяка команда, подадена ѝ по Skype протокол.
- Възможно е да бъде създадена паралелна Skype мрежа чрез подмяна в програмата на вградените RSA сертификати.
- Незащитеност на комуникацията: налични са ключовете за декодиране както на собствена, така и на чужда комуникация.
- Има открити грешки в програмата (възможност за препълване на буфер), което може да позволи неоторизиран външен достъп до компютъра и изпълнението на произволни команди.
- Мрежовата комуникация на Skype трудно може да бъде ограничена, защото изглежда като обикновен HTTPS трафик.
- Няма начин да се гарантира, че в програмата не се съдържа „задна врата“, позволяваща неоторизиран достъп до компютъра.

През януари 2008 г. друг изследовател, Avif Raff, оповестява нова уязвимост в Skype, позволяваща неоторизиран достъп на външни лица върху компютъра от името на потребителя, който е стартирал Skype. Това включва стартирането на произволна друга програма и показване на прозорци от името на Skype. По-късно, през януари, се появи информация, че немската полиция възнамерява да пусне в употреба софтуер, който легално да следи разговорите на потребителите.
От 10 май 2011 г. софтуерът е собственост на технологичния гигант Microsoft.